# Kurt Hermann Alverdes
Kurt Hermann Alverdes (* 27. März 1896 in Hamburg; † 17. November 1959 in Leipzig) war ein deutscher Anatom und Hochschullehrer.

## Leben
Als Sohn eines Ingenieurs in Hamburg meldete sich Alverdes bei Ausbruch des Ersten Weltkriegs als Freiwilliger und wurde in einer Maschinengewehr-Abteilung der Bayerischen Kavallerie eingesetzt. Während eines Fronturlaubs legte er 1915 die Kriegsreifeprüfung in Eutin ab. Zum Leutnant befördert, wurde er 1918 Kompanieführer. Für sein Wirken während des Krieges erhielt Alverdes neben beiden Klassen des Eisernen Kreuzes, den Bayerischen Militärverdienstorden IV. Klasse mit Schwertern sowie das Hamburger Hanseatenkreuz.
Nach Kriegsende begann er 1919 ein Studium der Medizin an der Martin-Luther-Universität Halle-Wittenberg und wurde Mitglied des Corps Palaiomarchia. sowie von 1919 bis 1920 des Stahlhelm, Bund der Frontsoldaten. Bei den Märzkämpfen in Mitteldeutschland kämpfte er als Zeitfreiwilliger in den Freikorps Maercker und Halle gegen die aufständischen Kommunisten. 
Nach dem Staatsexamen wurde er 1923 approbiert und mit der Dissertationsschrift Der Nebenhoden des Haussperlings zum Dr. med. promoviert. Er wurde 1923/24 außerplanmäßiger Assistent in der Hallenser Anatomie. Für 13 Jahre ging er 1924 nach Königsberg, wo er als MC beim befreundeten Corps Masovia verkehrte. An der Albertus-Universität Königsberg wurde er 1925 planmäßiger Assistent und 1929 Oberassistent am Anatomischen Institut. Als „Fellow“ der Rockefeller-Stiftung arbeitete er 1926 zehn Monate an der Yale University. Das Angebot einer Gastprofessur lehnte er ab.
Seit 1928 in Königsberg habilitierter Privatdozent und Prosektor, las er Anatomie, Histologie und Embryologie. Zum 1. September 1933 trat er dem NSLB bei, zum 6. November der NSV. Am 1. Februar 1934 wurde er Förderndes Mitglied der SS, zum 1. April Mitglied im Reichsluftschutzbund und zum nichtbeamteten a.o. Professor ernannt. Am 2. Juli 1937 beantragte er die Aufnahme in die NSDAP und wurde rückwirkend zum 1. Mai desselben Jahres aufgenommen (Mitgliedsnummer 5.343.850). Ebenfalls 1937 vertrat er den vakanten Lehrstuhl an der Christian-Albrechts-Universität zu Kiel. Im selben Jahr folgte er dem Ruf der Universität Halle auf ein planmäßiges Extraordinariat. 
Nach Beginn des Zweiten Weltkrieges wurde er 1939/40 als Stabsarzt zur Heeres-Sanitätsstaffel der Wehrmacht in Leipzig einberufen. 1942 heiratete er Anna-Elisabeth Goesslinghoff. Alverdes vertrat 1943 den Lehrstuhl an der Philipps-Universität Marburg. Im Oktober 1945 wurde er von der Universität Halle entlassen. 1946 trat er der Liberal-Demokratischen Partei Deutschlands bei. Nach der Entnazifizierung wurde er in der Sowjetischen Besatzungszone 1947 zum Professor mit Lehrstuhl und Direktor des Anatomischen Instituts an die Universität Leipzig berufen. Bis zu seinem Tod im Alter von 63 Jahren blieb er in der DDR.

## Schriften
- Der Nebenhoden des Sperlings. Halle 1926.
- Grundlagen der Anatomie. Leipzig 1956.